# Domenico Viva
Domenico Viva, né le 19 octobre 1648 à Lecce et décédé le 5 juillet 1726 à Naples, est un jésuite et théologien italien.

## Biographie
Né dans la province d’Otrante en 1648, Domenico Viva entra dans la Compagnie de Jésus, à Naples, en 1663. Après avoir professé la théologie dans cette ville pendant vingt ans il gouverna le collège de Naples et ensuite toute la province. Benoît XIV en parle dans ses ouvrages comme d’un habile théologien.
Il a fait divers écrits : un pour justifier la condamnation des cent et une propositions de Quesnel ; un autre pour prouver, par les conciles et par les assemblées du clergé de France, que quand le pape a parlé, et que l’Église dispersée accède à son jugement, il n’est pas permis d’appeler au futur concile ; un troisième pour déterminer en quel sens sont proscrites les propositions condamnées par Alexandre VII, Alexandre VIII et Innocent XI.